# 动用武力
《动用武力》（英語：The Use of Force）是美国作家威廉·卡洛斯·威廉斯的短篇小说。作品首次出版于1938年短篇小说集《帕塞伊克河畔的生活》，后亦收录于作者1984年小说集《医生故事》中。
虽然作者的短篇小说多数无名，但《动用武力》自1950年来便纳入各类作品选，跻身美国文学经典之列。作品亦有「威廉斯最知名故事」之称。

## 故事梗概
故事以第一人称自白的视角，叙述乡村医生在农舍为女孩玛蒂尔达诊断的故事。玛蒂尔达发烧三日，医生怀疑她患上致命的白喉，要检查她的喉部。然而她十分顽固，拒绝配合医生，百般抵抗口腔检查，并将木制压舌板咬碎。医生屡次失败后怒火中烧，用近乎武力的手段，向女孩嘴里塞入了汤匙。最终医生撬开口腔发现，玛蒂尔达的扁桃体已然发炎。

## 分析
主题方面，小说探讨了武力的复杂性。作家罗伯特·F·基什认为小说探讨了武力与反抗：力量存在于白喉这种强大疾病的的背后，也存在于女孩的意志、愤怒和美丽之中。评论家佩舍尔和佩舍尔则指出：医生欣赏女孩倔强的固执，或许因为同样的性格，他也用执着征服了病人。霍华德则认为小说提出了道德问题，必要时是否应该动用武力保护无知者。小说还展现了理智和情感的冲突。医生起初以职业态度来为玛蒂尔达诊断，但最终理智不敌情绪，把战胜女孩当成了目标；而对此，医生亦怀抱愧疚之情。
评论谈到了性暴力相关问题。作家吉什认为这是小说的潜在主题：「威廉斯在《动用武力》中植入了他熟悉的性暴力暗示……在小说中性暗示方面，无论威廉斯还是他笔下的叙事者都不纯洁」。佩舍尔和佩舍尔的评论则称，标题警示了类似强奸的可怕侵犯，但因为女孩身体身体不健康，故而消弥了这种负面暗示。
艺术手法方面，小说以医生的主观视角展开，采用自由间接引语记录对话，即直接采用写出直接引语，不加引号也不转换人称。Howard Allen认为小说运用了象征和讽刺手法：例如从木制压舌板到金属汤匙，象征着医生怒火的升级；而医生对女孩的第一印象是文静，但结果正好相反。